# Lisselsjön (Hedesunda socken, Gästrikland)
Lisselsjön är en sjö i Gävle kommun i Gästrikland och ingår i Dalälvens huvudavrinningsområde.